# 3274 Maillen
3274 Maillen је астероид главног астероидног појаса са средњом удаљеношћу од Сунца која износи 3,148 астрономских јединица (АЈ).
Апсолутна магнитуда астероида је 12,1.